# Hesham Mesbah

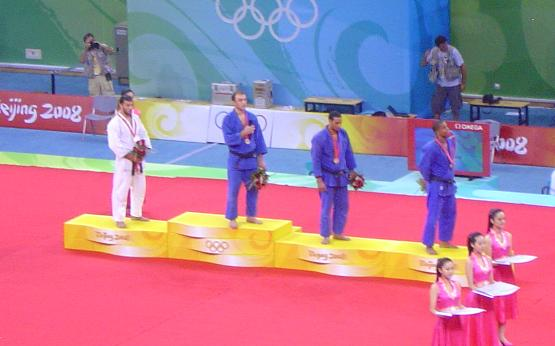
Siegerehrung bei den Olympischen Spielen 2008 (von links nach rechts): Amar Benikhlef, Irakli Zirekidse, Hesham Mesbah, Sergei Aschwanden.

Hesham Hasan Mesbah (arabisch هشام مصباح, DMG Hišām Miṣbāḥ; * 17. März 1982 in Alexandria) ist ein ehemaliger ägyptischer Judoka, der 2008 eine olympische Bronzemedaille gewann.

## Sportliche Karriere
Der 1,76 m große Hesham Mesbah kämpfte im Mittelgewicht, der Gewichtsklasse bis 90 Kilogramm. 2001 und 2002 erhielt er jeweils eine Bronzemedaille bei den Afrikameisterschaften. 2004 in Tunis gewann er zum ersten Mal den Titel bei den Afrikameisterschaften. Bei den Olympischen Spielen 2004 in Athen schied er in seinem zweiten Kampf gegen den Kanadier Keith Morgan aus. 
Bei den Afrikameisterschaften 2005 unterlag er im Finale dem Algerier Khaled Meddah. Kurz darauf unterlag er im Finale der Mittelmeerspiele in Almería dem Griechen Ilias Iliadis. Bei den Weltmeisterschaften 2005 in Kairo verlor er im Viertelfinale gegen den Weißrussen Andrej Kasussjonak. Mit zwei Siegen in der Hoffnungsrunde erreichte Mesbah den Kampf um die Bronzemedaille, den er gegen den Niederländer Mark Huizinga verlor. 2006 siegte Mesbah im Finale der Afrikameisterschaften gegen den Marokkaner Mohamed El Assri. Ein Jahr später gewann Mesbah das Finale bei den Afrikaspielen 2007 gegen den Algerier Amar Benikhlef. Bei den Weltmeisterschaften 2007 in Rio de Janeiro gewann er drei Kämpfe und unterlag dann dem Griechen Ilias Iliadis im Viertelfinale. Nach zwei Siegen in der Hoffnungsrunde verlor er den Kampf um eine Bronzemedaille gegen den Italiener Roberto Meloni. 2008 traf Mesbah im Finale der Afrikameisterschaften in Agadir auf Amar Benikhlef, diesmal gewann Benikhlef.
Bei den Olympischen Spielen 2008 in Peking besiegte Hesham Mesbah den Südkoreaner Choi Sun-ho in der ersten Runde mit einer Koka-Wertung. Im Achtelfinale unterlag er dem Georgier Irakli Zirekidse durch eine Strafwertung. Mit Siegen in der Hoffnungsrunde über Elxan Məmmədov aus Aserbaidschan, den Weißrussen Andrej Kasussjonak und den Franzosen Yves-Matthieu Dafreville sicherte sich Mesbah eine Bronzemedaille.
2009 siegte Mesbah bei den Afrikameisterschaften. Bei den Weltmeisterschaften in Rotterdam unterlag er im Halbfinale dem Südkoreaner Lee Kyu-won, im Kampf um Bronze besiegte er den Slowaken Milan Randl. 2011 erreichte Mesbah nur den fünften Platz bei den Afrikameisterschaften. Im Finale der Afrikaspiele 2011 in Maputo bezwang er den Algerier Lyes Bouyacoub. 2012 gewann der Ägypter noch einmal die Afrikameisterschaften. Bei den Olympischen Spielen 2012 in London unterlag er in der ersten Runde dem Kasachen Timur Bolat.